# Amelora pentheres
Amelora pentheres là một loài bướm đêm trong họ Geometridae.